# Femtåig dvärgspringråtta
Femtåig dvärgspringråtta (Cardiocranius paradoxus) är en däggdjursart som beskrevs av Konstantin Alexeevitsch Satunin 1903. Cardiocranius paradoxus är ensam i släktet Cardiocranius som tillhör familjen hoppmöss. Inga underarter finns listade.

## Utseende
Arten påminner om en mus med långa bakben och tjock svans. Den når en kroppslängd (huvud och bål) av 5 till 7,5 cm och en svanslängd av 7 till 8 cm. Bakfoten är med 2,5 till 3 cm längd påfallande stor. Pälsen har på ovansidan en grå till ljusbrun färg och är på undersidan vit. Svansen liknar en morot med brun ovansida och vit undersida. Den är bara glest täckt med hår. Kännetecknande är fem tår vid bakfoten och djupa rännor i de övre framtänderna.

## Utbredning och habitat
Femtåig dvärgspringråtta förekommer i södra Mongoliet, norra Kina och angränsande delar av Ryssland. Dessutom finns en isolerad population i Kazakstan. Habitatet utgörs av stäpper och halvöknar.

## Ekologi
Levnadssättet är nästan outrett. Individerna är aktiva på natten och livnär sig främst av frön. De gömmer sig på dagen i underjordiska bon som grävds av andra springråttor eller av hamstrar. Ibland gräver den själv. Honor kan troligen para sig varje år. Femtåig dvärgspringråtta håller i upp till sju månader vinterdvala, därför lagrar den fett i svansen.

## Status och hot
Ibland regnar det kraftig i utbredningsområdet och vattnet kan förstöra boet eller individer drunknar. IUCN listar arten med kunskapsbrist (DD).